# Daisuke Nasu
Daisuke Nasu (那須 大亮, Nasu Daisuke, Makurazaki, 10 de outubro de 1981) é um ex-futebolista profissional japonês, defensor.

## Carreira
Ele participou com a Seleção Japonesa de Futebol nos Jogos Olímpicos de Verão de 2004.

## Títulos

### Clube
Yokohama F. Marinos
- J. League: 2003 e 2004

Júbilo Iwata
- Copa da Liga Japonesa: 2010
- Copa Suruga Bank: 2011

Kashiwa Reysol
- Copa do Imperador: 2012
- Supercopa do Japão: 2012

Urawa Red Diamonds
- Copa da Liga Japonesa: 2016
- Copa Suruga Bank: 2017
- Liga dos Campeões da AFC: 2017

### Individual
- J. League Novato do Ano: 2003